# Verwaltungsgemeinschaft Berka/Werra
De Verwaltungsgemeinschaft Bad Tennstedt  in het landkreis Wartburgkreis in de Duitse deelstaat Thüringen was een gemeentelijk samenwerkingsverband waarbij 4 gemeenten waren aangesloten. Het bestuurscentrum bevond zich in de stad Berka/Werra.
Op 1 januari 2019 fuseerden de 4 gemeenten tot de gemeente Werra-Suhl-Tal.

## Deelnemende gemeenten
1. Berka/Werra ()
2. Dankmarshausen ()
3. Dippach ()
4. Großensee ()